# Malans (Doubs)
Pour les articles homonymes, voir Malans.
Malans est une commune française située dans le département du Doubs, la région culturelle et historique de Franche-Comté et la région administrative Bourgogne-Franche-Comté.
Ses habitants se nomment les Malanais et Malanaises.

## Géographie
Le village de Malans se situe dans une vallée où confluent les deux ruisseaux du Bief tard et du Val d'Anchet qui le longent à l'ouest et à l'est respectivement et qui vont prendre ensuite le nom de ruisseau de Malans.

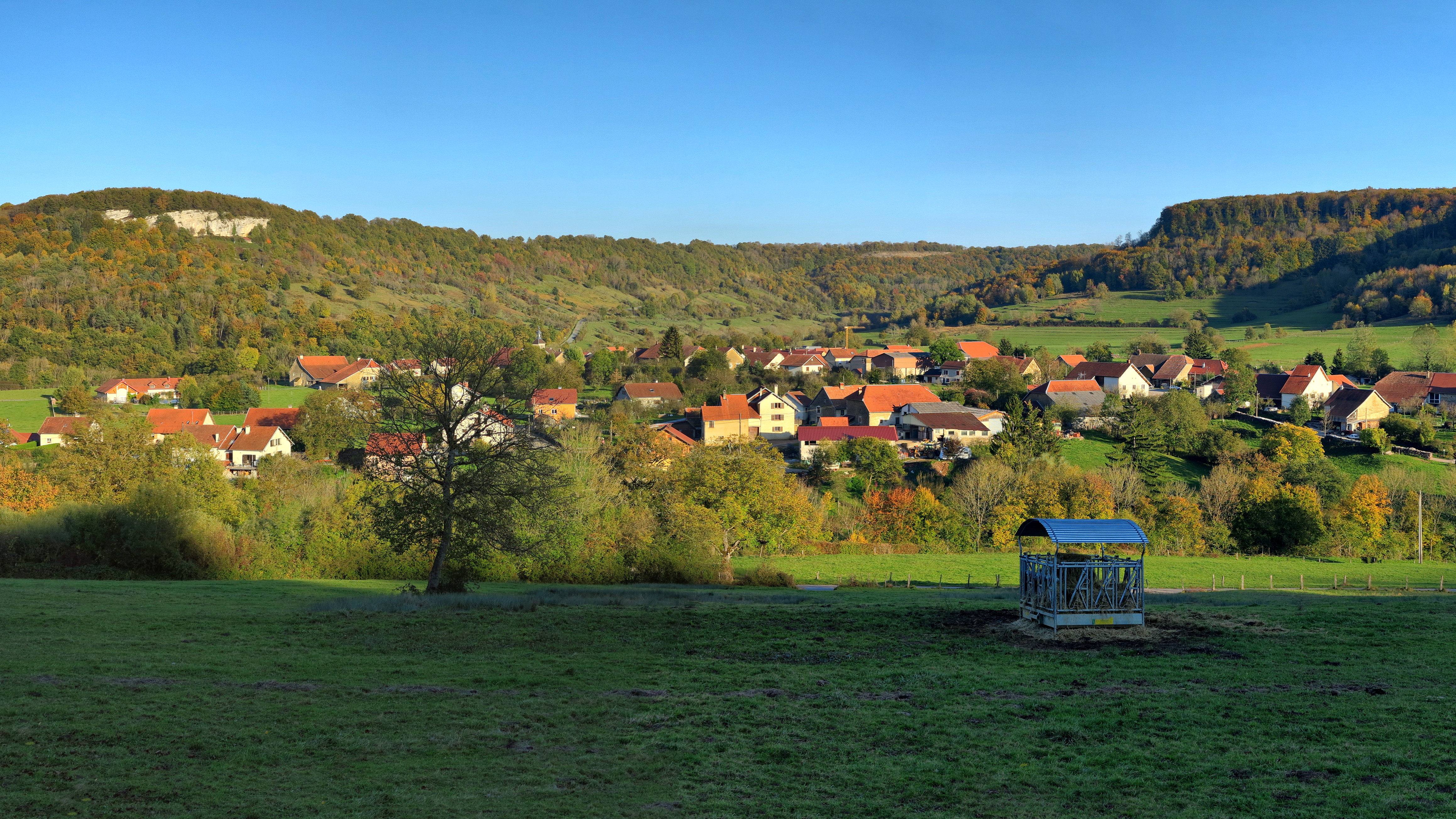
Vue générale du village.

### Toponymie
Mellant au XIIe siècle et en 1259 ; Mallant en 1319 ; Malant en 1352.

### Climat
Pour des articles plus généraux, voir Climat de la Bourgogne-Franche-Comté et Climat du Doubs.
En 2010, le climat de la commune est de type climat de montagne, selon une étude du Centre national de la recherche scientifique s'appuyant sur une série de données couvrant la période 1971-2000. En 2020, Météo-France publie une typologie des climats de la France métropolitaine dans laquelle la commune est exposée à un climat semi-continental et est dans la région climatique  Jura, caractérisée par une forte pluviométrie en toutes saisons (1 000 à 1 500 mm/an), des hivers rigoureux et un ensoleillement médiocre. 
Pour la période 1971-2000, la température annuelle moyenne est de 9,7 °C, avec une amplitude thermique annuelle de 16,9 °C. Le cumul annuel moyen de précipitations est de 1 261 mm, avec 12,8 jours de précipitations en janvier et 10,1 jours en juillet. Pour la période 1991-2020, la température moyenne annuelle observée sur la station météorologique de Météo-France la plus proche, « Coulans », sur la commune d'Éternoz à 5 km à vol d'oiseau, est de 10,5 °C et le cumul annuel moyen de précipitations est de 1 259,2 mm. 
La température maximale relevée sur cette station est de 38,7 °C, atteinte le 24 août 2023 ; la température minimale est de −18,9 °C, atteinte le 20 décembre 2009,,. 
Les paramètres climatiques de la commune ont été estimés pour le milieu du siècle (2041-2070) selon différents scénarios d'émission de gaz à effet de serre à partir des nouvelles projections climatiques de référence DRIAS-2020. Ils sont consultables sur un site dédié publié par Météo-France en novembre 2022.

## Urbanisme

### Typologie
Au 1er janvier 2024, Malans est catégorisée commune rurale à habitat dispersé, selon la nouvelle grille communale de densité à 7 niveaux définie par l'Insee en 2022.
Elle est située hors unité urbaine. Par ailleurs la commune fait partie de l'aire d'attraction de Besançon, dont elle est une commune de la couronne,. Cette aire, qui regroupe 310 communes, est catégorisée dans les aires de 200 000 à moins de 700 000 habitants,.

### Occupation des sols
L'occupation des sols de la commune, telle qu'elle ressort de la base de données européenne d’occupation biophysique des sols Corine Land Cover (CLC), est marquée par l'importance des forêts et milieux semi-naturels (51,8 % en 2018), une proportion sensiblement équivalente à celle de 1990 (51,7 %). La répartition détaillée en 2018 est la suivante : forêts (51,8 %), prairies (30,6 %), zones agricoles hétérogènes (17,5 %). L'évolution de l’occupation des sols de la commune et de ses infrastructures peut être observée sur les différentes représentations cartographiques du territoire : la carte de Cassini (XVIIIe siècle), la carte d'état-major (1820-1866) et les cartes ou photos aériennes de l'IGN pour la période actuelle (1950 à aujourd'hui).

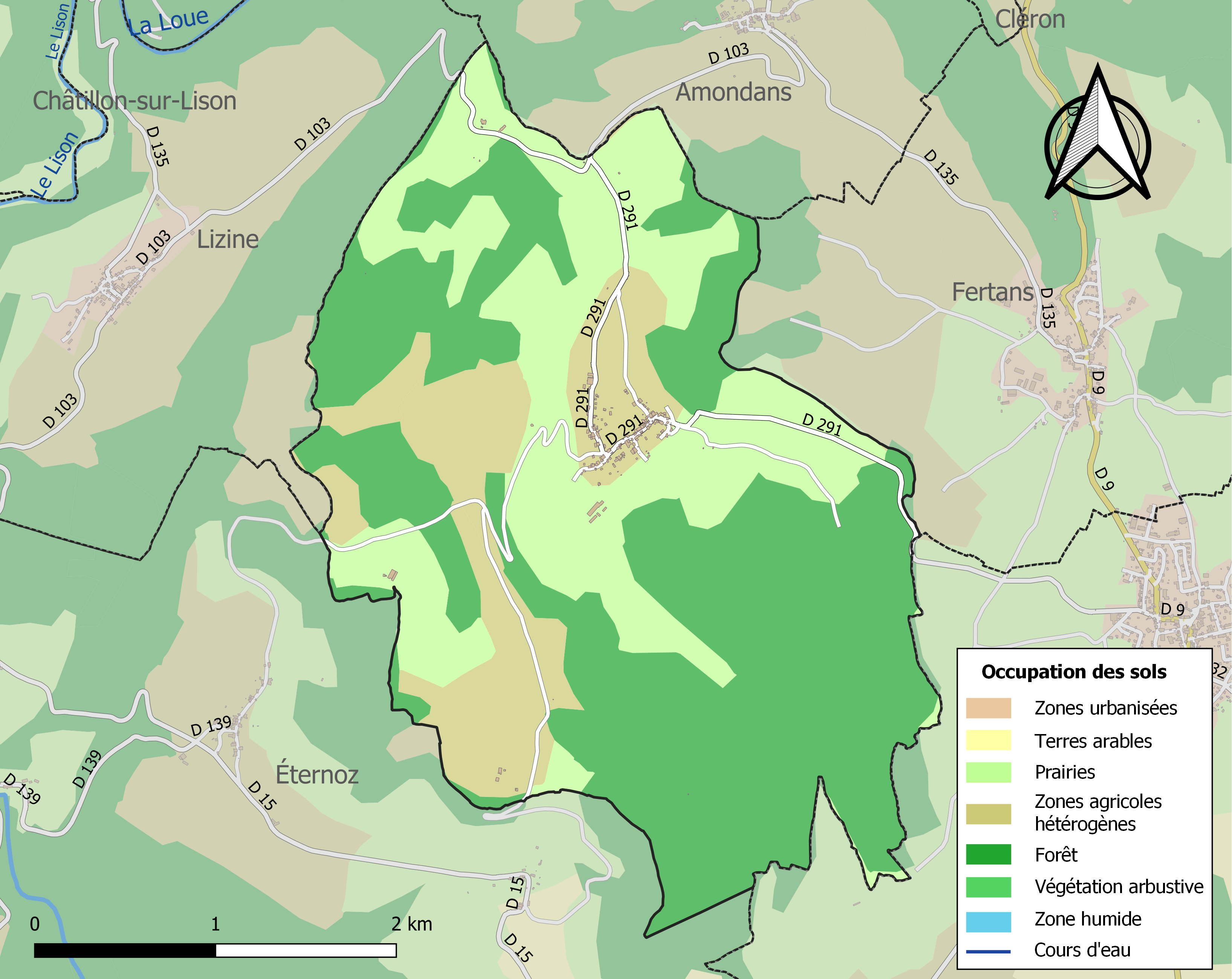
Carte des infrastructures et de l'occupation des sols de la commune en 2018 (CLC).

## Héraldique
| Blason de Malans | Blason  | Parti de gueules et d'or, à la roue de moulin brochant de l'un en l'autre. |
| Blason de Malans | Détails | Le statut officiel du blason reste à déterminer.                           |

## Politique et administration
| Période                                  | Période  | Identité              | Étiquette | Qualité  |
| ---------------------------------------- | -------- | --------------------- | --------- | -------- |
| mars 2008                                | mai 2020 | Jean-Pierre Guinchard | DVD       | retraité |
| mai 2020                                 | En cours | Mickaël Nicolet       |           |          |
| Les données manquantes sont à compléter. |          |                       |           |          |

## Démographie
L'évolution du nombre d'habitants est connue à travers les recensements de la population effectués dans la commune depuis 1793. Pour les communes de moins de 10 000 habitants, une enquête de recensement portant sur toute la population est réalisée tous les cinq ans, les populations de référence des années intermédiaires étant quant à elles estimées par interpolation ou extrapolation. Pour la commune, le premier recensement exhaustif entrant dans le cadre du nouveau dispositif a été réalisé en 2004.

En 2022, la commune comptait 151 habitants, en évolution de −16,11 % par rapport à 2016 (Doubs : +1,88 %, France hors Mayotte : +2,11 %).
| 1793 | 1800 | 1806 | 1821 | 1831 | 1836 | 1841 | 1846 | 1851 |
| ---- | ---- | ---- | ---- | ---- | ---- | ---- | ---- | ---- |
| 300  | 334  | 336  | 342  | 342  | 377  | 375  | 380  | 412  |

| 1856 | 1861 | 1866 | 1872 | 1876 | 1881 | 1886 | 1891 | 1896 |
| ---- | ---- | ---- | ---- | ---- | ---- | ---- | ---- | ---- |
| 382  | 352  | 360  | 324  | 291  | 296  | 301  | 315  | 289  |

| 1901 | 1906 | 1911 | 1921 | 1926 | 1931 | 1936 | 1946 | 1954 |
| ---- | ---- | ---- | ---- | ---- | ---- | ---- | ---- | ---- |
| 270  | 245  | 216  | 178  | 211  | 186  | 175  | 235  | 172  |

| 1962 | 1968 | 1975 | 1982 | 1990 | 1999 | 2004 | 2006 | 2009 |
| ---- | ---- | ---- | ---- | ---- | ---- | ---- | ---- | ---- |
| 172  | 139  | 107  | 108  | 130  | 145  | 151  | 150  | 161  |

| 2014 | 2019 | 2022 | - | - | - | - | - | - |
| ---- | ---- | ---- | - | - | - | - | - | - |
| 172  | 160  | 151  | - | - | - | - | - | - |

## Lieux et monuments
- L'église : la paroisse de Malans est ancienne. L'église est attestée dès le XIIIe siècle.

Son architecture a été plusieurs fois remaniée au fil des siècles. En 1735, le curé de Malans, Alexis Grand, se plaignit du mauvais état de son église et de son presbytère. Il décida de reconstruire lui-même l'église. Il passa un accord avec les habitants et se mit à l'ouvrage.
L'église se compose aujourd'hui d'un clocher-porche à lanternon et d'une nef rectangulaire sans bas-côtés. Le chœur est un simple prolongement de la nef. Le toit de la nef est recouvert de laves.
La tombe d'Alexis Grand est devant le sanctuaire sous le pavé du chœur. Il mourut le 2 février 1757.

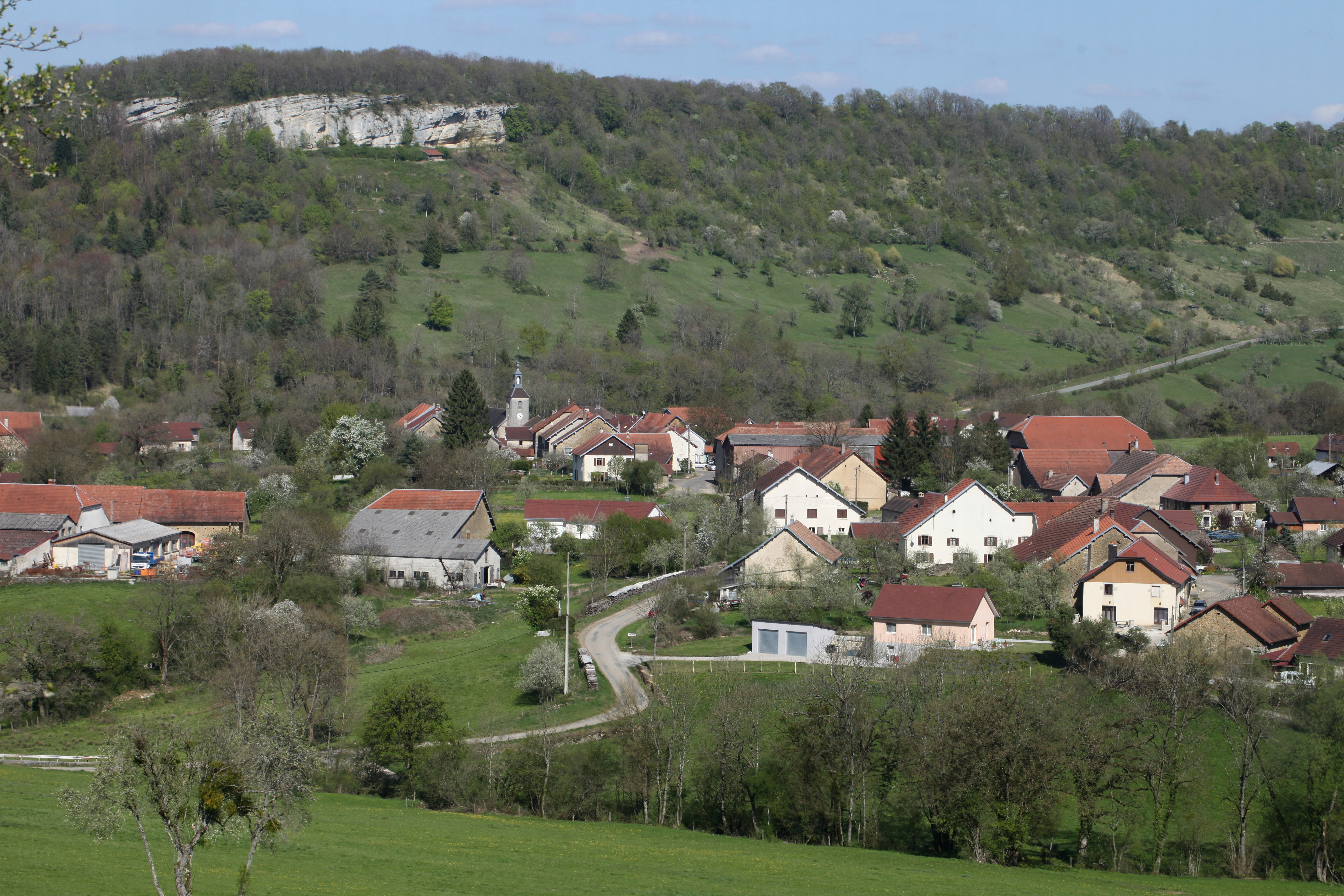
Vue du village.
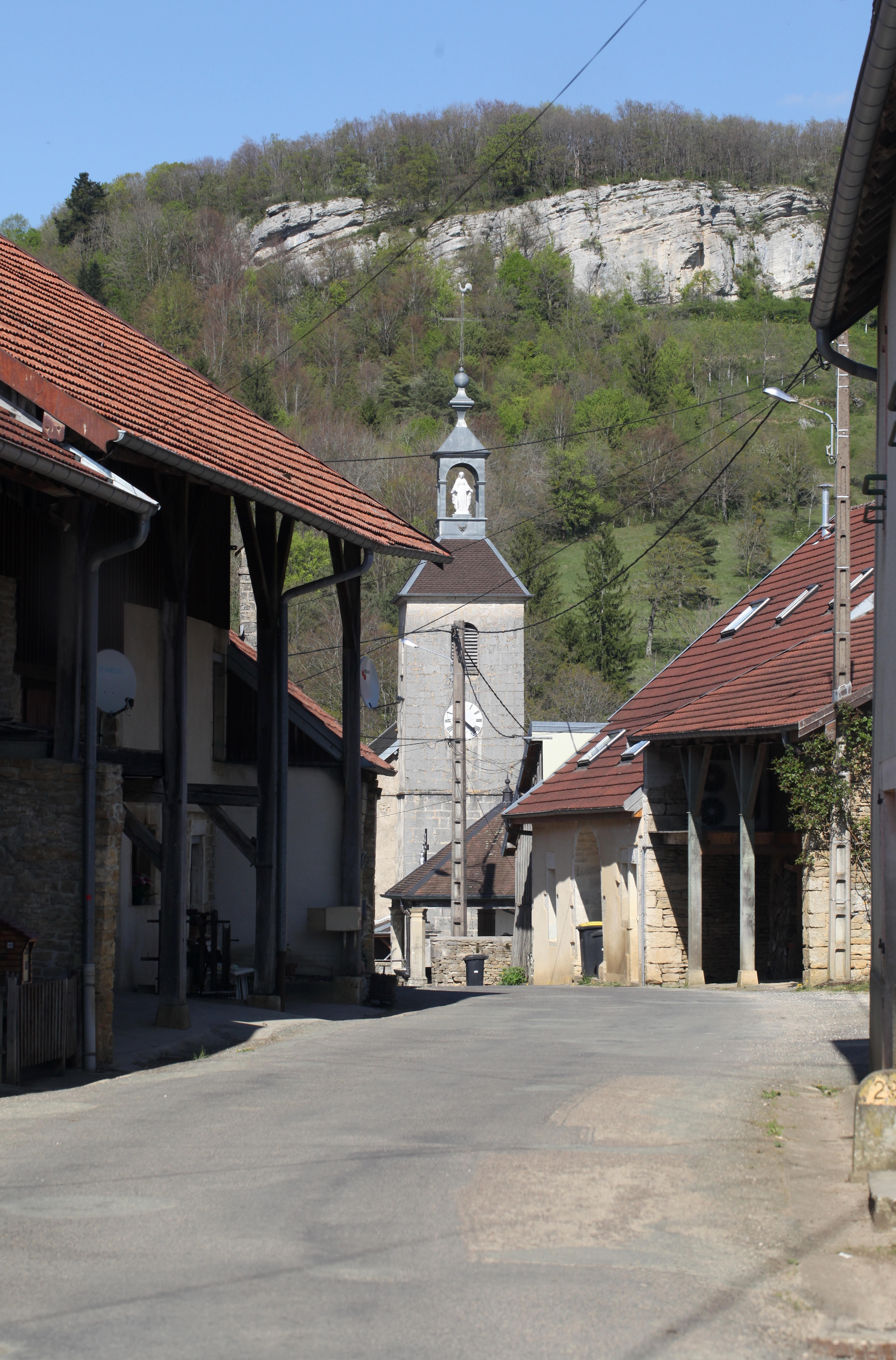
Rue principale.
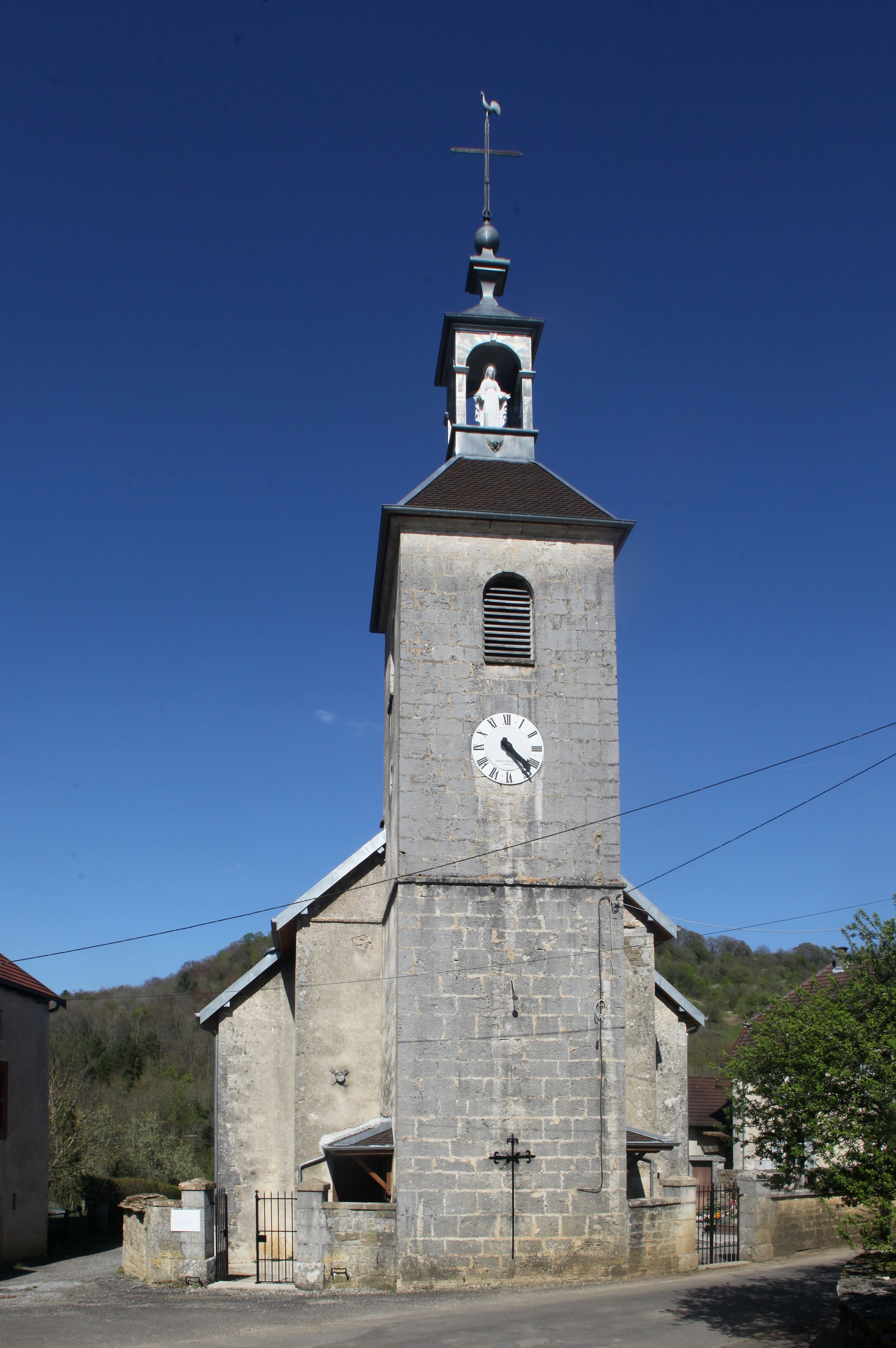
Église.
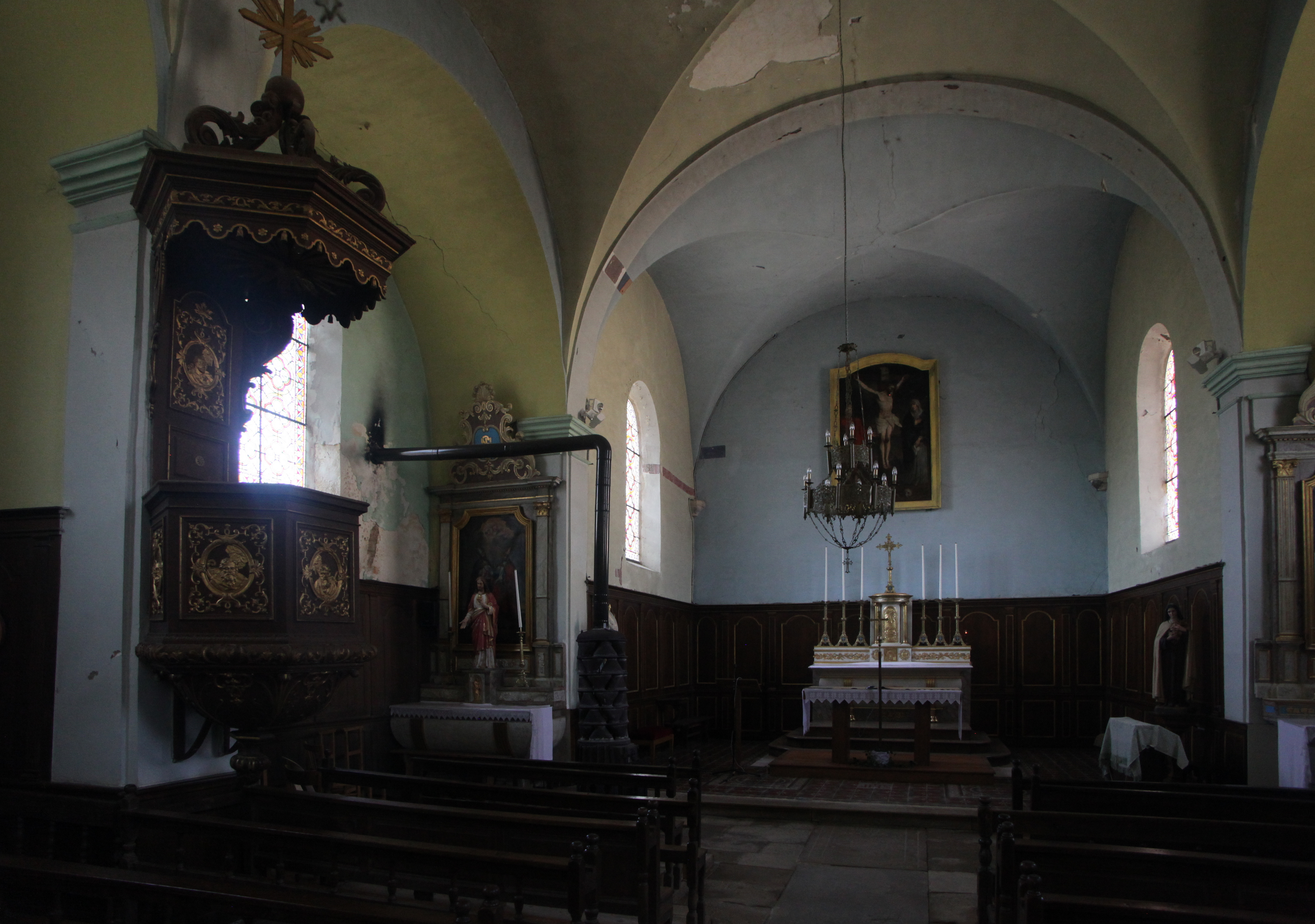
Intérieur de l'église.

- Le Val Sainte-Marie[21] :

En 1834, des moines trappistes en provenance de Suisse sont venus dans la vallée du ruisseau de Malans et ont commencé la construction de ce monastère. Ils ont quitté les lieux en 1870. Le bâtiment servit ensuite de colonie de vacances et il accueille désormais des groupes d’enfants, de jeunes et d'adultes du monde entier.

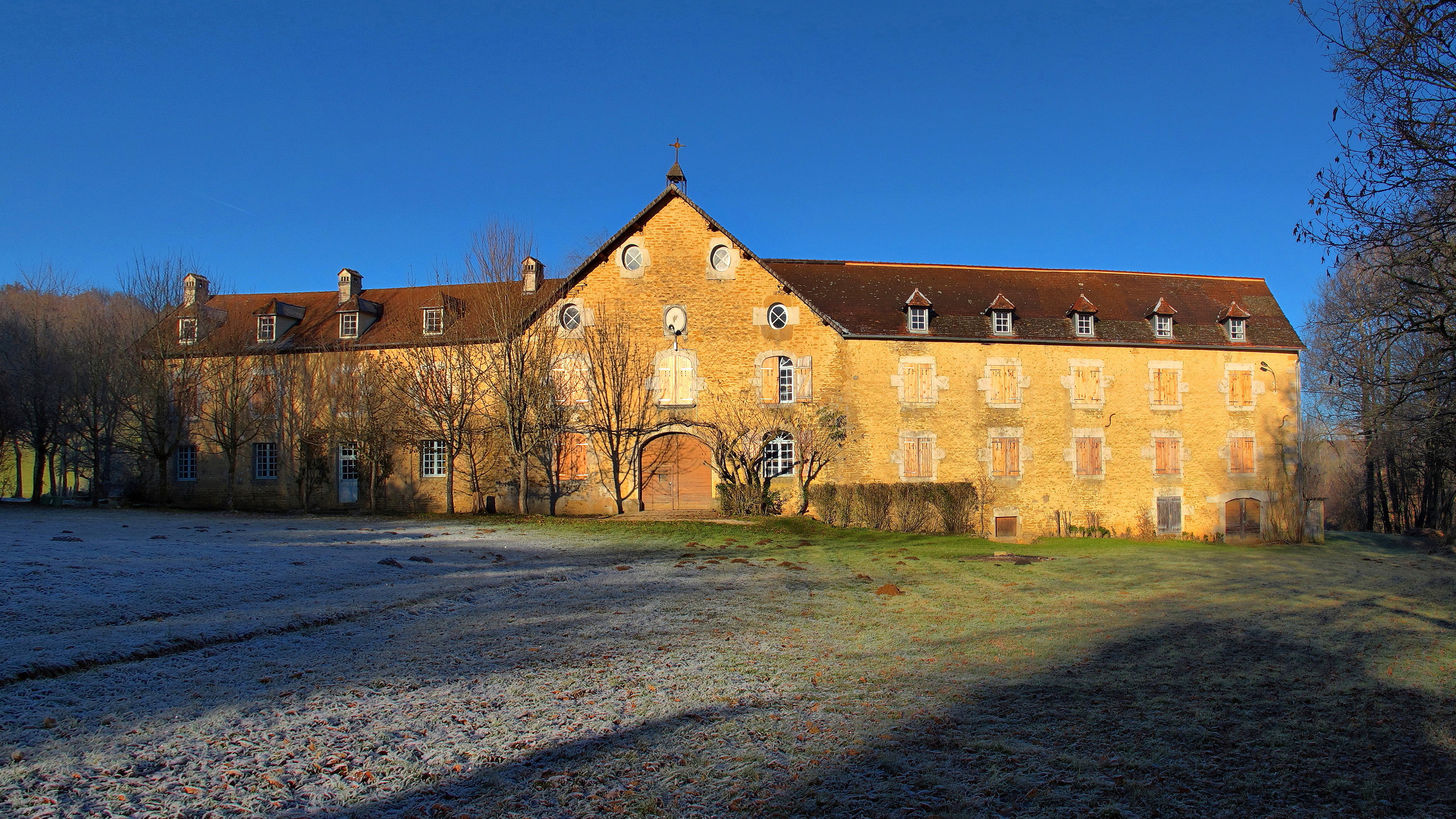
Le Val Sainte-Marie.
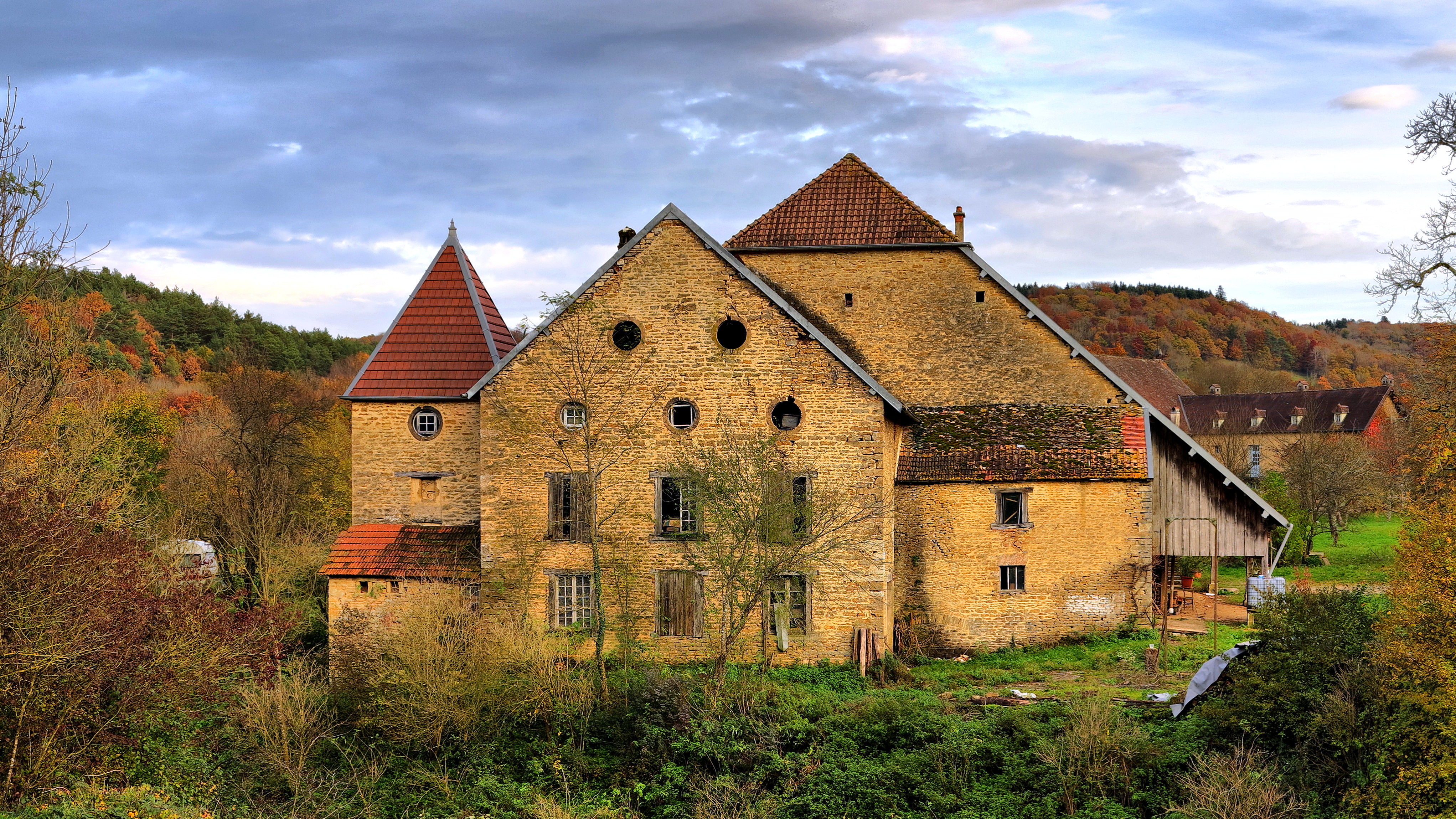
La ferme du Val Sainte-Marie.

- Les oratoires : édicules aux toits couverts de laves que l'on trouve au bord des chemins.

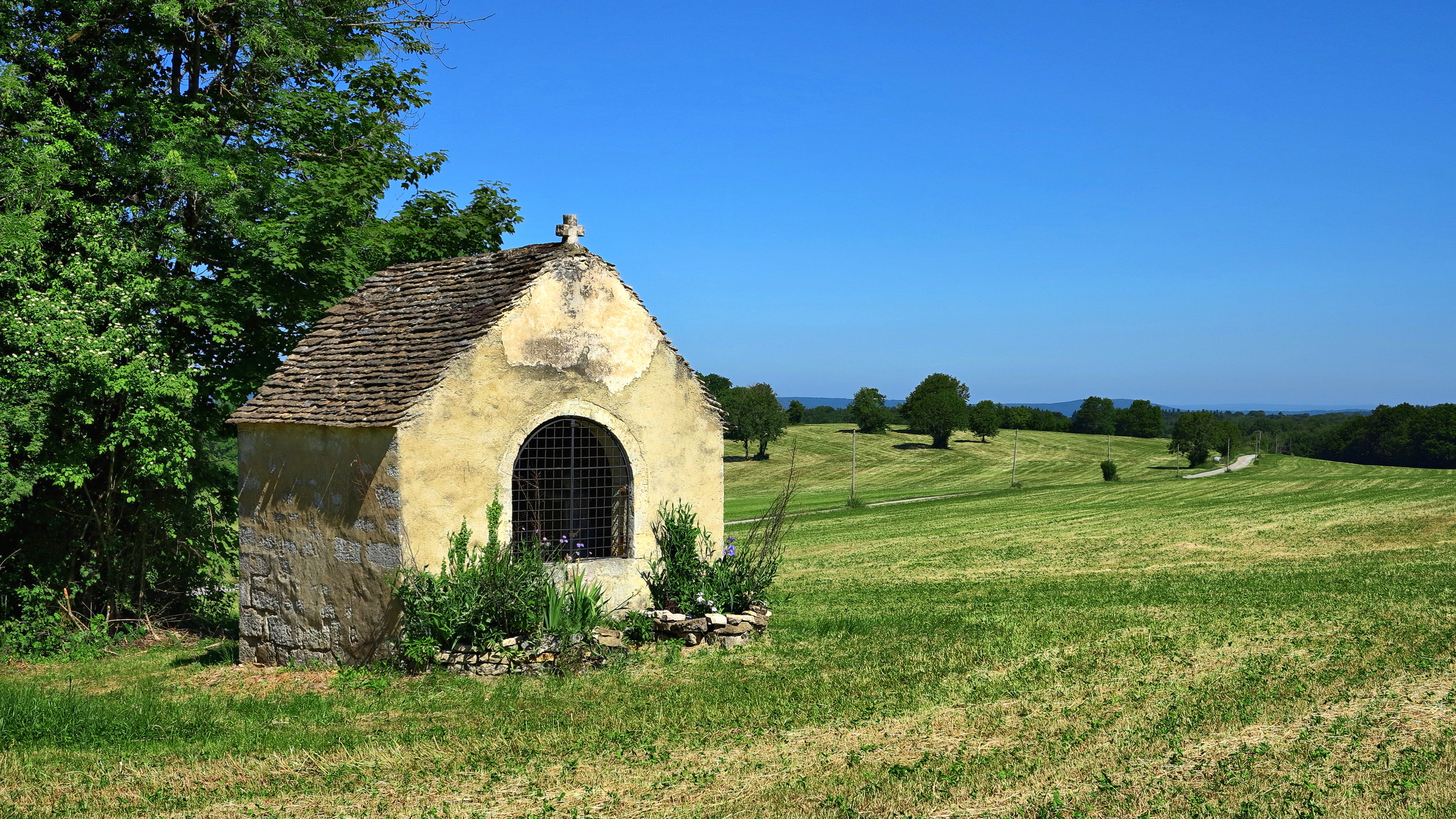
L'oratoire de Saint-Loup, route de Coulans-sur-Lizon.
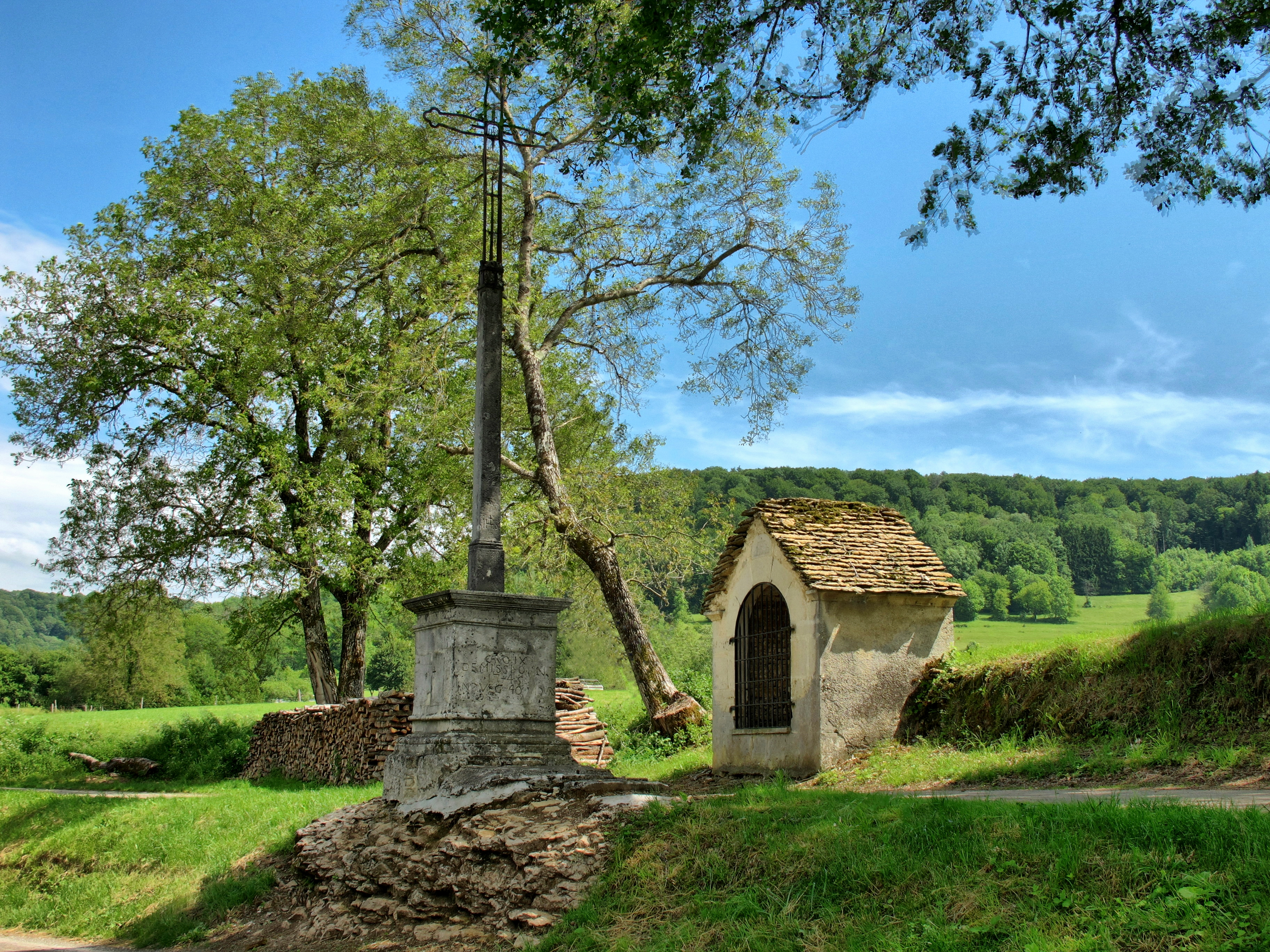
Oratoire et croix, route d'Amancey.
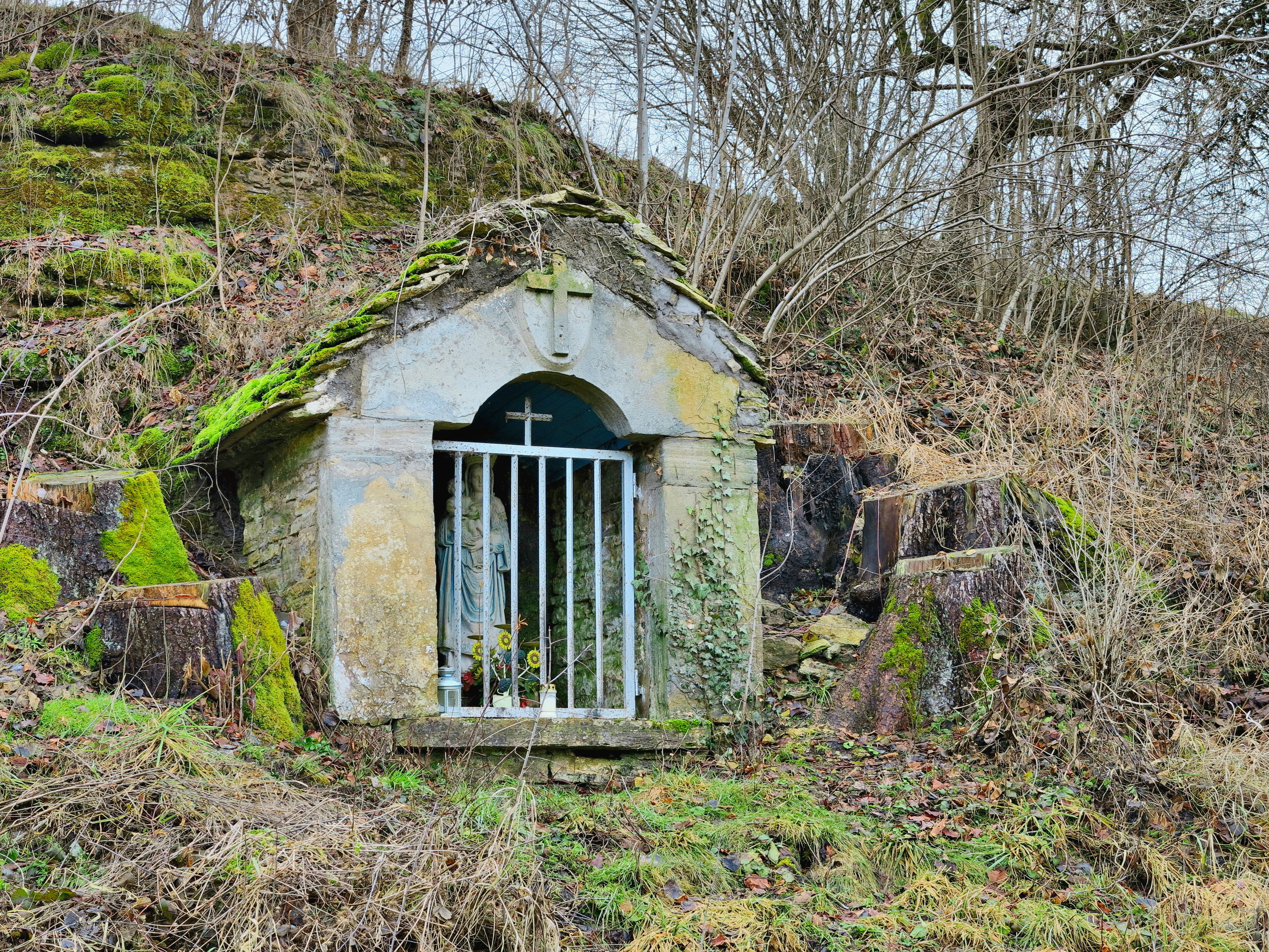
L'oratoire de la vierge à l'enfant, route de Lizine.

- Les fontaines :

- A proximité de l'église, une belle fontaine hexagonale avec le toit soutenu par six piliers en pierre (voir photo en haut de la page).

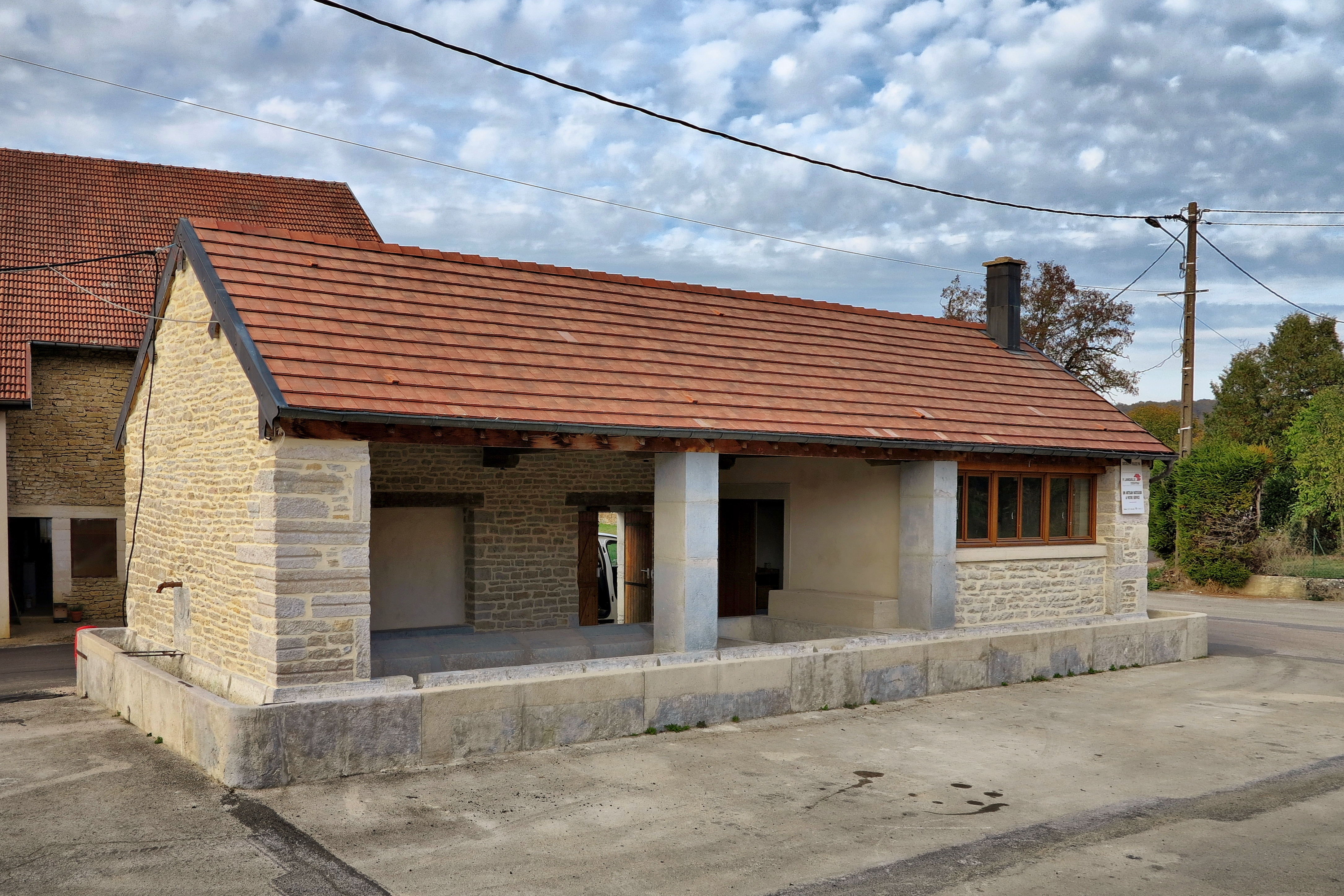
Sur la place centrale, un grand lavoir-abreuvoir couvert qui a été restauré en 2018 et qui comprend un local où l'on distille l'eau-de-vie.
- Le lavoir-abreuvoir restauré.

## Personnalités liées à la commune
- Monseigneur Paul Ambroise Bigandet (13 août 1813 à Malans - 19 mars 1894 à Rangoon, en Birmanie). Ordonné prêtre le 18 février 1837 à Paris, il a été envoyé aux Missions étrangères. D'abord au Siam, puis en Malaisie, il a été vicaire apostolique de la Birmanie en 1871 et a publié plusieurs ouvrages de religion en birman et en malais[1].